# Перу да Ковілян
Пе́ру да Ковіля́н (порт. Pêro da Covilhã, близько 1450–1530) — португальський мандрівник та мореплавець XV століття. Прожив 30 років при дворі ефіопських імператорів. Народився у Ковіляні, Португалія. Вказував на можливість обігнути Африку морем. Дав опис індійських гаваней та золотих копалень у Софалі. Першим детально ознайомив європейців з Ефіопією. Помер у Ефіопії.

## Біографія
Відзначився у Війні за кастільську спадщину при Афонсу V, потім мандрував у Берберії, а після — служив у гвардії короля Жуана II. Чудово володів арабською мовою. У 1487 році разом з Афонсу де Пайва був відправлений королем Жуаном II в таємну місію на пошуки пресвітера Іоанна та земель, з яких до Європи привозили корицю та інші спеції.
7 травня 1487 року Пайва та Кавілян вирушили верхи з Сантарема (де знаходився португальський двір), добре забезпечені грошима та з вказівками придворних космографів щодо маршруту. Через Лісабон і Валенсію вони прибули до Барселони 14 червня. Звідси корабель доставив їх за десять днів до Неаполя, а звідти ще за десять днів — до грецьких островів. Вони висадилися на острові Родос, який належав Мальтійському ордену та знайшли прихисток у португальських монахів.
Родос був останньою християнською землею, на яку вони ступили. Звідти вони вирушили до Александрії в Єгипті, землі невірних, де придбали деякі товари, щоб краще замаскуватись під купців. Незабаром вони захворіли на так звану нільську гарячку, обоє були майже на межі смерті. Александрійський наїб, заступник султана, реквізував майно напівмертвих торговців, але коли обидва відновились після хвороби, відшкодував їм вартість товарів. Звідси вони попрямували по «шляху прянощів», але в протилежному напрямку. Верхи дістались до середземноморського портового міста Розетта, а звідти на човні до Каїра. Тут вони приєдналися до каравану, який планував перетнути Аравійський півострів по пустелі вздовж східного берега Червоного моря до портового міста Аден, морських воріт Індійського океану. Вони пройшли через Суец, місто Ель-Тор, пустелю Синайського півострова та важливі міста Медіну та Мекку, священне місто ісламу, де їм довелося брати участь у молитвах пророку Мухаммеду, щоб не викрити себе.

Маршрут мандрівки Перу да Ковіляна та Афонсу де Пайва:
зеленим — спільно пройдений шлях;
рудим — шлях, по якому пройшов Ковілян;
синім — шлях Пайва,
чорним — морський шлях до Індії, яким у 1498 році пройшла португальська флотилія Васко да Гама.

Вони прибули до Адена в 1488 році, де розійшлися, домовившись знову зустрітися в Каїрі, біля входу в цитадель, у другій половині дня перших трьох місяців 1491 року. Афонсу де Пайва вирушив до Ефіопії на пошуки пресвітера Йоана, а Перу да Ковілян попрямував до Індії, досліджувати ринки прянощів.
З Адена Перу ле Ковілян на арабському кораблі відплив убік Індії, відвідавши Ормуз, Гоа, Каликут, звідки перебрався в Афріку і дослідив сзідне узбережжя Афріки сулатната Кілва на південь аж до міста Софала в Мозамбіку, у той час як його товариш Пайва мав перебувати десь в Абісинії (Ефіопії).
Після повернення до Каїру в 1490 році, Перу дізнався що Афонсу де Пайва помер в Ефіопії від хвороби. Під час перебування в Єгипті він написав для короля звіт про свою подорож, в якому дав йому пораду шукати шлях до Індії не по суші, а по морю, пливучи південніше Гвінеї в бік Острова місяця (Мадагаскару). Послання Перу, доставлене до Португалії єврейськими торговцями, прославило його ім'я і надало португальцям важливу інформацію про торгові шляхи в Індійському океані. У 1498 році задум морської подорожі до Індії був здійснений португальською експедицією на чолі з Васко да Гамою.
Між тим сам Перу в 1493 році поїхав по сліду Пайва в Ефіопію, де імператор Олександр прийняв його вельми ласкаво, наділив землями і дав гарне місце при дворі, проте повернутися на батьківщину не дозволяв до самої смерті.
1507 року до нього приєднався якийсь падре з експедиції Тріштана да Куньї.
1520 року в Ефіопію прибуло португальське посольство, для якого Перу домігся від імператора різних пільг, але так і не дістав дозволу повернутися. У загальному підсумку, Перу провів у Ефіопії більш як 30 років життя. Його записи після смерті втрачено.